# 홈런! 일요일
《홈런! 일요일》은 대한민국의 KBS 2TV에서 방영되었던 노래와 코미디, 퀴즈, 스타를 결합된 오락 프로그램이었다. 그리고 마지막에 주택복권(現 연금복권520) 추첨 코너가 있었다.

## 기획 의도
온 가족이 함께 부담없이 즐길 수 있는 오락을 제공한다.

## 방송 시간
| 방송 채널 | 방송 기간                          | 방송 시간                    |
| KBS 2TV   |                                    |                              |
| --------- | ---------------------------------- | ---------------------------- |
| KBS 2TV   | 1993년 5월 2일                     | 일요일 오후 3:20 ~ 4:20      |
| KBS 2TV   | 1993년 5월 9일 ~ 1993년 10월 17일  | 매주 일요일 낮 12:50 ~ 1:50  |
| KBS 2TV   | 1993년 10월 24일 ~ 1994년 2월 20일 | 매주 일요일 오후 2:00 ~ 3:00 |
| KBS 2TV   | 1994년 2월 27일 ~ 1994년 10월 9일  | 매주 일요일 오후 2:00 ~ 3:10 |
| KBS 2TV   | 1994년 10월 16일 ~ 1995년 4월 24일 | 매주 일요일 오후 1:50 ~ 3:00 |
| KBS 2TV   | 1995년 5월 7일 ~ 1995년 9월 3일    | 매주 일요일 낮 12:45 ~ 1:50  |

## 역대 진행자
- 김병찬, 정재윤 (1993년 5월 2일 ~ 1994년 10월 9일)
- 최승돈, 정재윤 (1994년 10월 16일 ~ 1995년 4월 30일)
- 최승돈, 염정연 (1995년 5월 7일 ~ 1995년 9월 3일)

## 같이 보기
- 행운의 일요특급 - 후속작